# 马丁娜·瓦尔特
马丁娜·瓦尔特（德語：Martina Walther，1963年10月5日—），德国女子赛艇运动员。她曾代表东德参加1988年夏季奥林匹克运动会赛艇比赛，获得女子四人单桨有舵手金牌。